# Jean-Paul Matte
Pour l’article homonyme, voir Matte.
Jean-Paul Matte (18 novembre 1914-6 janvier 1992) est un marchand, négociant et homme politique fédéral du Québec.

## Biographie
Né à Saint-Tite dans la région de la Mauricie, il devient député du Parti libéral du Canada dans la circonscription fédérale de Champlain en 1962. Réélu en 1963 et en 1965, il est défait par le candidat du Ralliement créditiste René Matte.